# دقة عرض 4 آلاف بكسل

16:9 مقارنة الدقة

دقة عرض 4 آلاف بكسل اختصاراً 4K وتعني 4 كيبي هو اسم مختصر لنوع من أنواع دقة العرض  وهي امتداد تطويري لي ثاني أعلى كثافة موجودة حالياً في تقنيات العرض والتي اِصطُلح على تسميتها بـ Full HD.
هي مضاعفة للمعيار 1080بي، أضرب الطول والعرض لأعلى كثافة في 2 لتحصل على الكثافة الأعلى والتي تصبح 2160 عرض × 3840 طول (8.3 ميجابكسل) وهي أعلى كثافة لتلفزيونات 4K الجديدة والتي تقوم سوني وبعض الشركات الأخرى بتصنيعها ولكن هذه الشاشات ليس منتشرة بشكل كبير بسبب تكلفتها العالية.
4k في لغة الكمبيوتر تعني 4 Kilo Bytes أي 4 * 1024 وتساوي 4096 Byte
والعرض الحالي لكثير من الأجهزه هي 1080P وهي 1920×1080 وتساوي 1.977 Mega Pixels
وفي أجهزه 4k ستصبح 3072 ×4096 أو 12 MP. أي أن الدقة هي ستة أضعاف أعلى دقة يمكن الحصول عليها من تقنية 1080بي
4K ليست أعلى كثافة بل توجد كثافة أعلى منها هي تلفاز فائق الدقة والتي تصل إلى 4320 عرض × 7680 طول (33.2 ميجا بكسل).
ويليه دقة 8k